# Old Georgians
El Old Georgians es un club deportivo chileno radicado en la ciudad de Vitacura.
Actualmente participa en la Segunda Nacional, la segunda división del rugby de Chile, luego de descender en la temporada 2024.

## Historia
Fue fundado en 1974 por exalumnos del Colegio Saint George.
Desde sus inicios participa en los torneos de la Asociación de Rugby de Santiago en donde ha obtenido varios títulos de Segunda división.
Participó por primera vez en la primera división del rugby de Chile en la temporada 2006 en donde logró la undécima posición.
Desde 2013 organiza el Seven Old Georgians perteneciente al Circuito de Seven a Side Arusa.
En la temporada 2023 obtiene su primer título en la Segunda Nacional luego de vencer por un marcador de 58 a 24 a Los Troncos.

## Palmarés
- Segunda Nacional (1): 2023.

- Segunda División ARUSA (3): 2003, 2004, 2005.